# 布里欧库尔
布里欧库尔（法語：Briaucourt，法語發音：[bʁijokuʁ]）是法国上索恩省的一个市镇，属于吕尔区。

## 地理
布里欧库尔（47°49'26"N, 6°14'59"E）面积9.83 平方千米，位于法国勃艮第-弗朗什-孔泰大區上索恩省，该省份为法国东部内陆省份，北起顺时针与孚日省、贝尔福地区省、杜省、汝拉省、科多尔省和上马恩省接壤。
与布里欧库尔接壤的市镇（或旧市镇、城区）包括：安韦勒、阿贝尔库尔、朗泰讷河畔孔夫朗、弗朗卡尔蒙、普莱讷蒙。

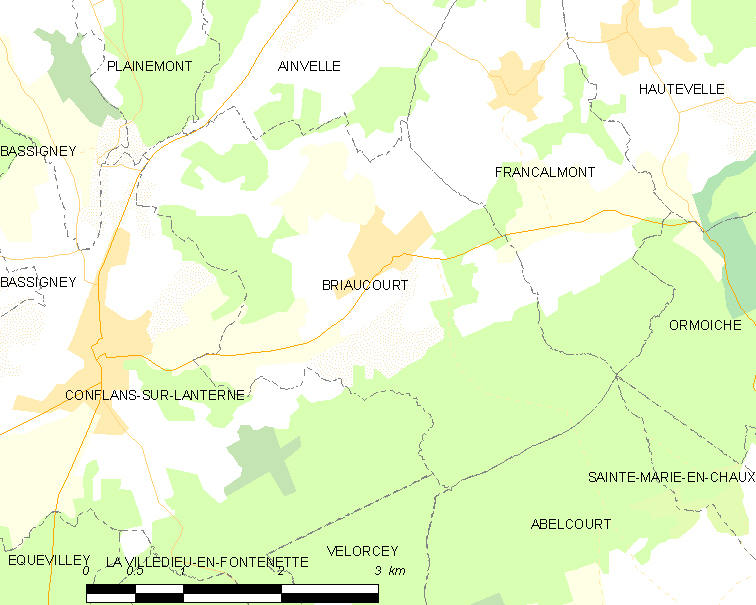
布里欧库尔的OSM定位图

布里欧库尔的时区为UTC+01:00、UTC+02:00（夏令时）。

## 行政
布里欧库尔的邮政编码为70800，INSEE市镇编码为70097。

## 政治
布里欧库尔所属的省级选区为瑟穆斯河畔圣卢县。

## 人口

1962-2008年间布里欧库尔人口变化图示

布里欧库尔于2022年1月1日时的人口数量为250人。